# Пон-Фарси
Пон-Фарси́ (фр. Pont-Farcy) — коммуна во Франции, находится в регионе Нижняя Нормандия. Департамент коммуны — Кальвадос. Входит в состав кантона Сен-Севе-Кальвадос. Округ коммуны — Вир.
Код INSEE коммуны — 14513.

## Население
Население коммуны на 2010 год составляло 538 человек.
| 1962 | 1968 | 1975 | 1982 | 1990 | 1999 | 2010 |
| ---- | ---- | ---- | ---- | ---- | ---- | ---- |
| 801  | 766  | 613  | 534  | 487  | 512  | 538  |

## Экономика
В 2010 году среди 319 человек трудоспособного возраста (15—64 лет) 224 были экономически активными, 95 — неактивными (показатель активности — 70,2 %, в 1999 году было 67,9 %). Из 224 активных жителей работали 198 человек (104 мужчины и 94 женщины), безработных было 26 (10 мужчин и 16 женщин). Среди 95 неактивных 31 человек были учениками или студентами, 36 — пенсионерами, 28 были неактивными по другим причинам.